# پارامانگا ارنست یونلی
پارامانگا ارنست یونلی (انگلیسی: Paramanga Ernest Yonli؛ زادهٔ ۳۱ دسامبر ۱۹۵۶) سیاست‌مدار اهل بورکینافاسو است. وی از ۶ نوامبر ۲۰۰۰ تا ۳ ژوئن ۲۰۰۷ نخست‌وزیر این کشور بود.